# بورجو كوكسال
بورجو كوكسال (من مواليد 18 يناير 1980) هي سياسية تركية من حزب الشعب الجمهوري تشغل منصب عضو مجلس النواب التركي عن أفيون قره حصار منذ 7 يونيو 2015.

## النشأة والوظيفة
ولدت بورجو كوكسال في 18 يناير عام 1980 لعائلة من المعلمين في أفيون قره حصار. أكملت تعليمها الابتدائي والثانوي في أفيون قره حصار وتخرجت من كلية الحقوق بجامعة إسطنبول. إنها تعمل محامية في أفيون قره حصار منذ 8 مارس 2004.

## الحياة السياسية
شغلت كوكسال منصب رئيس فرع النساء في حزب الشعب الجمهوري بأفيون قره حصار في عام 2007. طعنت كوكسال في اختيار حزب الشعب الجمهوري في الانتخابات التركية العامة في يونيو 2015، وتغلبت على النائب عن حزب الشعب الجمهوري أحمد طوبطاش على المركز الأول في القائمة. كما انتخبت فيما نائبة وحيدة عن حزب الشعب الجمهوري لعضوية مجلس النواب عن أفيون قره حصار. أعيد انتخابها بفارق ضئيل في انتخابات نوفمبر 2015 المفاجئة.
كانت كوكسال أحد نواب حزب الشعب الجمهوري البالغ عددهم 15 نائبًا الذين انضموا إلى حزب الخير في 21 أبريل 2018 من أجل تأهيل الحزب لخوض انتخابات 2018. لقد احتفظت بالمركز الأول في قائمة حزب الشعب الجمهوري لأفيون قره حصار في انتخابات 2018 وأعيد انتخابها.
كانت كوكسال عضوًا في مجلس رئاسة الجمعية الوطنية الكبرى التركية (البرلمان التركي) في النصف الأول من البرلمان السابع والعشرين لتركيا.[بحاجة لمصدر]

## روابط خارجية
- ملف تعريف النائب على موقع الجمعية الوطنية الكبرى
- الأخبار ذات الصلة في Haberler.com